# العلاقات الإسبانية الإيرانية
العلاقات الإسبانية الإيرانية هي العلاقات الثنائية التي تجمع بين إسبانيا وإيران.

## مقارنة بين البلدين
هذه مقارنة عامة ومرجعية للدولتين:
| وجه المقارنة                                              | إسبانيا                                                                             | إيران                    |
| --------------------------------------------------------- | ----------------------------------------------------------------------------------- | ------------------------ |
| المساحة (كم2)                                             | 505.99 ألف                                                                          | 1.65 مليون               |
| عدد السكان (نسمة)                                         | 46.73 مليون                                                                         | 79.97 مليون              |
| الكثافة السكانية (ن./كم²)                                 | 92.35                                                                               | 48.47                    |
| العاصمة                                                   | مدريد                                                                               | طهران                    |
| اللغة الرسمية                                             | اللغة الإسبانية، اللغة الغاليسية، لغة بشكنشية، اللغة الكتالونية، اللغة الأوكسيتانية | لغة فارسية               |
| العملة                                                    | يورو، بيزيتا إسبانية                                                                | ريال إيراني              |
| الناتج المحلي الإجمالي (بليون دولار)                      | 1.31 تريليون                                                                        | 439.51 مليار             |
| الناتج المحلي الإجمالي (تعادل القوة الشرائية) بليون دولار | 1.77 تريليون                                                                        | 1.36 تريليون             |
| الناتج المحلي الإجمالي الاسمي للفرد دولار أمريكي          | 28.16 ألف                                                                           |                          |
| الناتج المحلي الإجمالي للفرد دولار أمريكي                 | 38.00 ألف                                                                           |                          |
| مؤشر التنمية البشرية                                      | 0.876                                                                               | 0.766                    |
| رمز المكالمات الدولي                                      | +34                                                                                 | +98                      |
| رمز الإنترنت                                              | .es                                                                                 | .ir،                     |
| المنطقة الزمنية                                           | ت ع م+01:00، ت ع م+02:00                                                            | ت ع م+03:30، توقيت إيران |

## مدن متوأمة
في ما يلي قائمة باتفاقيات التوأمة بين مدن إسبانية وإيرانية:
- ترتبط سانتياغو دي كومبوستيلا مع مشهد باتفاقية توأمة.
- ترتبط برشلونة مع أصفهان باتفاقية توأمة منذ 1984.

## منظمات دولية مشتركة
يشترك البلدان في عضوية مجموعة من المنظمات الدولية، منها:
| علم المنظمة | اسم المنظمة                        | تاريخ انضمام إسبانيا | تاريخ انضمام إيران |
| ----------- | ---------------------------------- | -------------------- | ------------------ |
|             | مؤسسة التنمية الدولية              | 18 أكتوبر 1960       | 10 أكتوبر 1960     |
|             | يونسكو                             | 30 يناير 1953        | 6 سبتمبر 1948      |
|             | وكالة ضمان الاستثمار متعدد الأطراف | 29 أبريل 1988        | 15 ديسمبر 2003     |
|             | الأمم المتحدة                      | 14 ديسمبر 1955       | 24 أكتوبر 1945     |
|             | الفريق المعني برصد الأرض           | ?                    | ?                  |
|             | الاتحاد البريدي العالمي            | ?                    | ?                  |
|             | البنك الدولي للإنشاء والتعمير      | 15 سبتمبر 1958       | 29 ديسمبر 1945     |
|             | المنظمة الهيدروغرافية الدولية      | ?                    | ?                  |
|             | منظمة حظر الأسلحة الكيميائية       | ?                    | ?                  |
|             | مؤسسة التمويل الدولية              | 24 مارس 1960         | 28 ديسمبر 1956     |
|             | منظمة الشرطة الجنائية الدولية      | ?                    | ?                  |

## وصلات خارجية
- موقع وزارة الخارجية الإسبانية
- موقع وزارة الخارجية الإيرانية